# 伊萊奧諾拉·佩德隆
伊萊奧諾拉·佩德隆（義大利語：Eleonora Pedron，1982年7月13日—），生於意大利北部城市帕多瓦，2002年意大利小姐選舉冠軍得主，女性模特兒、演員，現職意大利電視4台天氣預報節目的主持人。

## 個人生活
與2012年世界超級摩托車錦標賽年度冠軍馬克思·比亞吉育有一子一女。

## 外部連結
- 伊萊奧諾拉·佩德隆在互联网电影资料库（IMDb）上的資料（英文）